# 白羽 (御前崎市)
白羽（しろわ）は静岡県御前崎市の大字。

## 地理
御前崎市の東部、御前崎地区の西部に位置する。南側は遠州灘に面する。東で御前崎、西で佐倉、北で牧之原市新庄・堀野新田と接する。

### 海
- 遠州灘（太平洋）

### 河川
- 筬川

### 字
約60の字がある（2015年（平成27年）6月10日現在）。
- 荒子（あらこ）
- 荒田（あらた）
- 新谷（あらや）
- 石原（いしはら）
- イチゴ原（いちごばら）
- 市五原（いちごばら）
- 上ノ城（うえのしろ）
- 牛飼（うしかい）
- 遠代（えんだい）
- 大江保（おおえぼ）
- 大原（おおわら）
- 御越林（おこしやすみ）
- 御林（おはやし）
- 片瀬（かたせ）
- 蒲池（かばいけ）
- 借宿（かりやど）
- 神子（かんご）
- 木数ヶ谷（きかずがや）
- 北沢（きたざわ）
- 北堀（きたほり）
- 北山（きたやま）
- 久々生（くびしょう）
- 栗原（くりばら）
- 郷（ごう）
- 三平（さんぺい）
- 地毛（じげ）
- シボ田（しぼた）
- ジャバミ
- 生田（しょうでん）
- 丈徳（じょうとく）
- 砂原（すかばら）
- 薄原（すすきはら）
- 薄原前（すすきはらまえ）
- 曽根（そね）
- 高山（たかやま）
- 道田（どうでん）
- 道谷（どうのや）
- 鳥井原（とりいばら）
- 中西（なかにし）
- 中畑（なかはた）
- 中原（なかはら）
- 西尾高（にしおだか）
- 西畑（にしはた）
- 橋上（はしうえ）
- 浜道（はまみち）
- 原世戸（はらせど）
- 原瀬戸（はらせど）
- 原前（はらまえ）
- 前（まえ）
- 前田（まえだ）
- 間ヶ道（まがどう）
- 間藤原（まふじばら）
- 間谷田（まやだ）
- 宮下（みやした）
- 森下（もりした）
- 山奥（やまおく）
- 芳池（よしいけ）

## 歴史

### 沿革
- 1889年（明治22年）4月1日 - 町村制施行により近世以来の榛原郡白羽村が単独で自治体を形成し、榛原郡白羽村が発足する。
- 1955年（昭和40年）3月31日 – 白羽村が御前崎村と新設合併を行い、御前崎町が発足する。白羽村の大字名は引き続き御前崎町の大字名として残る[WEB 7]。
- 2004年（平成16年）4月1日 – 御前崎町が浜岡町と新設合併を行い、御前崎市となる。

## 施設
- 御前崎市役所御前崎支所
- 御前崎市立白羽小学校
- 御前崎市消防本部御前崎消防署白羽出張所
- スーパー古田屋御前崎店
- コメリハード&グリーン御前崎店
- 御前崎中央公園
- 公儀山公園
- 御前崎市営住宅薄原団地
- 曹洞宗 海岸山 増船寺
- 曹洞宗 紅雲寺
- 白羽神社
- 白羽の風蝕礫産地（国の天然記念物）

## 交通

### バス
- 御前崎市自主運行バス御前崎市内線：（（御前崎総合病院・）浜岡営業所 方面 - ）神子新田 - 新神子 - 白浜下 - 増船寺入口 - 中西 - 白羽小学校前 - 中原 - 新谷入口 - 御前崎支所前（ - 御前崎海洋センター 方面）
- 御前崎市・牧之原市自主運行バス相良御前崎線：（相良本通 方面 - ）北新谷 - 新谷 - すすき原 - 御前崎支所前（ - 御前崎海洋センター 方面）

### 道路
- 国道150号
- 静岡県道240号御前崎堀野新田線
- 静岡県道241号薄原地頭方線
- 静岡県道357号佐倉御前崎港線
- 静岡県道376号浜松御前崎自転車道線

## その他

### 学区
小学校・中学校の学区は以下の通りである。
| 番・番地等           | 小学校                 | 中学校                                   |
| -------------------- | ---------------------- | ---------------------------------------- |
| 全域（以下を除く）   | 御前崎市立御前崎小学校 | 御前崎市・牧之原市学校組合立御前崎中学校 |
| 6305-9、6054、6178-4 | 御前崎市立白羽小学校   | 御前崎市・牧之原市学校組合立御前崎中学校 |

### 警察
警察の管轄区域は以下の通りである。
| 番・番地等 | 警察署     | 交番・駐在所 |
| ---------- | ---------- | ------------ |
| 全域       | 菊川警察署 | 御前崎交番   |

### WEB
1. ↑  “h02_22.csv”.   総務省 (2022年2月10日). 2025年1月9日閲覧。
2. ↑  “静岡県御前崎市 (22223)｜国勢調査町丁・字等別境界データセット”.   人文学オープンデータ共同利用センター. 2025年1月9日閲覧。
3. ↑  “静岡県 御前崎市 白羽の郵便番号 - 日本郵便”.   日本郵便. 2025年1月9日閲覧。
4. ↑  “市外局番の一覧”.   総務省 (2022年3月1日). 2025年1月9日閲覧。
5. ↑  “事業所案内及び管轄地域（事務所3件、分室3件）”.   一般社団法人静岡県自動車会議所. 2025年1月9日閲覧。
6. ↑  “御前崎市大字小字一覧 - 静岡県オープンデータ”.   静岡県 (2015年6月10日). 2025年1月9日閲覧。
7. ↑  “解説ページ”.   株式会社エア. 2025年1月9日閲覧。
8. ↑  “通学区域一覧／御前崎市公式ホームページ”.   御前崎市 (2020年6月2日). 2025年1月9日閲覧。
9. ↑  “交番駐在所一覧表｜静岡県警察”.   静岡県警察 (2023年6月12日). 2025年1月9日閲覧。